# Brachiacantha felina
Brachiacantha felina är en skalbaggsart som först beskrevs av Fabricius 1775.  Brachiacantha felina ingår i släktet Brachiacantha och familjen nyckelpigor. Inga underarter finns listade i Catalogue of Life.